# Мацей Ганчар
Мацей Ганчар (нар. 19 січня 1976, Лодзь) — польський історик літератури і культури, літературний перекладач, викладач, автор публікацій на тему вивчення мов та спеціалістичної лексики.

## Життєпис
Випускник Вищої Педагогічної Школи в Ченстохові (1998) та Шчечінського Університету (2000). Навчався у аспірантурі на Філологічному Факультеті Сілезького Університету, де у 2007 р. отримав звання доктора гуманітарних наук по спеціальності «Німецька література». В 2020 році здобув післядипломну освіту за спеціальністю «Глоттодидактика» [Архівовано 31 березня 2015 у Wayback Machine.] в Інституті Літературних Досліджень Польської Академії Наук.
У 2001—2005 рр. працював на посаді викладача в Варшавському Університеті. Водночас, в 2001—2004 рр. викладав в Медичній Академії в Варшаві. В 2010—2012 рр. вів заняття в італійському Університеті Саленто в Лечче як візитуючий викладач. З березня 2013 р. виконує функції керівника Кафедри Іноземних Мов та керівника Premed College [Архівовано 14 серпня 2020 у Wayback Machine.] і Preparatory School [Архівовано 14 серпня 2020 у Wayback Machine.] в Варшавському Медичному Університеті. З 2010 року є експертом Міністерства Національної Освіти Польщі щодо шкільних підручників загального призначення. У 2023 році став членом Групи мови в медицині Ради польської мови при Президії Польської академії наук.

Редагує серію академічних підручників для вивчення медичної термінології англійською English for Medical Professionals та серію підручників для вивчення медичної термінології латинською Rudimenta Latinitatis Medicinalis. Будучи редактором томів, присвячених взаємозв'язку між літературою, театром, кіно та медициною, Ганчар також є автором ідеї на співредактором серії книг на цю ж тематику — ars medica ac humanitas. Також він є науковим редактором публікацій на тему німецької драми.
Кар'єру перекладача художньої літератури розпочав в 2008 року публікацією на шпальтах щомісячного видання «Одра» оповідання «Останній вибух манії величі Германа Броха». Відтоді перекладав драми найвидатніших німецьких авторів — Германа Броха, Едена фон Хорвата, Артура Шніцлера, Макса Фріша, Рольфа Гохгута та Вільгельма Ґенаціно.
З 2011 — член Міжнародної Робочої Групи Германа Броха (Internationaler Arbeitskreis Hermann Broch) [Архівовано 26 січня 2021 у Wayback Machine.] у Вашингтоні. У тому ж році очолив загальнопольське Товариство Перекладачів Художньої Літератури на дві каденції — до 2017 року. З 2015 р. є членом Польського Товариства Театральних Досліджень та Товариства Брістоль. У 2019 році став членом Товариства проти Антисемітизму і Ксенофобії «Відкрита Річ Посполита».

## Публікації

### Авторські книги (вибране)
- Англійсько-польський та польсько-англійський медичний словник. — Варшава. — 2017 р.
- Історія австрійської літератури. — Варшава. — 2016 р.
- Німецька мова у практиці фельдшера. — Варшава. — 2011 р.
- Hörverstehen. Підручник для розвитку навичок аудіювання + CD. — Варшава. — 2010 р. (вид. 2-ге, випр., 2017 р.)
- Deutsch für Krankenpflege und Hebammenkunde. Німецька мова для медсестр, медбратів та акушерів + CD. — Варшава. — 2010 р.
- English for Business. Бізнес-англійська + CD. — Варшава. — 2009 р.
- Право. Німецька мова. Практичні завдання і спеціалістична лексика. — Варшава. — 2009 р.
- Медицина. Польсько-німецький та німецько-польський кишеньковий словник. — Варшава. — 2008 р.
- Медицина. Німецька мова. Практичні завдання і спеціалістична лексика. — Варшава. — 2007 р.
- Лексичний репертуар. Fachsprache Wirtschaft. — Познань. — 2007 р.
- Лексичний репертуар. Німецька мова. — Познань. — 2006 р.

### Редаговані книжки
- Фрагменти «маладичного» дискурсу. — Гданськ. — 2019 р. (співредактори: Моніка Ладонь, Іренеуш Гелята).
- Іще раз про старість у хворобі. On Ageing and Illness, One More Time. — Краків. — 2019 р. (співредактор: Ганна Серковска).
- Медицина у кіно. — Краків. — 2017 р. (співредактор: Міхал Олещик).
- Медицина у театрі. — Краків. — 2017 р. (співредактор: Кшиштоф Рутковскі).
- Медицина і художня література. — Краків. — 2015 р. (співредактор: Пйотр Вільчек).

### Критика
- Макс Фріш, Збірка драм, т. 1 i 2. — Варшава. — 2017 р.
- Артур Шніцлер, Вибрані драми, т. 1 i 2. — Варшава. — 2014 р.
- Еден фон Хорват, Збірка драм, т. 1 i 2. — Варшава. — 2012 р.

### Статті (вибране)
- Аналіз фашизму Германа Броха // Acta Universitatis Lodziensis. Folia Litteraria Polonica 41. – № 3/2018. — C. [7]–26 (співавтор: Якуб З. Ліханьскі).
- У пошуках власного «Я» — про драматургію Макса Фріша / M. Фріш // Збірка драм, т. 1. — Варшава. — 2017 р. — C. 5–41.
- «Лікарки» Рольфа Гохгута на тлі його обвинувальної літературної творчості / Р. Гохгут // Лікарки. — Варшава. — 2016 р. — C. 5–10.
- Медичні і революційні аспекти в драмі Войцек Георга Бюхнера // Художня література і медицина. – Краків. – 2015 р. – C. 121–140.
- Діагнози віденського лікаря або драматургія Артура Шніцлера / A. Шніцлер // Вибрані драми, т. 1. – Варшава. –  2014 р. – С. 5–33.
- «Проти дурості і брехні» або драматургія Едена фон Хорвата / Еден фон Хорват // Збірка драм, т. 1. – Варшава. – 2012 р. – С. 5–20.
- У колі самотності або кілька слів про австрійську драматургію / Антологія нових п’єс австрійських авторів. – Варшава, 2012 р. – С. 5–16

### Художні переклади (вибране)
- Фріш Макс, Андорра. Мистецтво в дванадцяти картинах /Макс Фріш / Збірка драм, т. 2. – Варшава. – 2017 р. – С. 189–273.
- Гохгут Рольф, Лікарки. – Варшава. – 2016 р.
- Ґенаціно Вілгельм, Добрий Боже, дозволь мені осліпнути. Драми. – Варшава. – 2011 р., (прем’єра в Польщі: Польське Радіо, Програма II, реж. Мацей Войтишко, 03.11.2012).
- Сретер Вольфганг, Джазовий диригент // Сучасні п’єси молодих німецьких авторів. Кінці світу. Антологія, т. 1. – Варшава. – 2010 р. – С. 65–86, (прем’єра в Польщі: Польське Радіо, Програма III, реж. Кароліна Кірш, 09.04.2017).
- Брох Герман, Відпущення. Взяте з повітря. Драми. – Варшава. – 2010 р.